# Walerij Tarakanow
Walerij Iwanowicz Tarakanow (ros. Валерий Иванович Тараканов, ur. 9 sierpnia 1941 w Jarosławiu) – rosyjski biegacz narciarski reprezentujący Związek Radziecki, złoty medalista mistrzostw świata.

## Kariera
Jego olimpijskim debiutem były Igrzyska w Innsbrucku w 1964 roku. W swoim jedynym starcie na tych igrzyskach, w biegu na 15 km zajął 17. miejsce. Cztery lata później, podczas igrzysk olimpijskich w Grenoble na tym samym dystansie zajął dziewiąte miejsce. Ponadto wraz z kolegami z reprezentacji zajął czwarte miejsce w sztafecie 4 × 10 km. Wystartował także na igrzyskach olimpijskich w Sapporo w 1972 roku zajmując 16. miejsce w biegu na 15 km.
W 1970 roku wystartował na mistrzostwach świata w Vysokich Tatrach. Osiągnął tam największy sukces w swojej karierze wspólnie z Władimirem Woronkowem, Fiodorem Simaszowem i Wiaczesławem Wiedieninem zdobywając złoty medal w sztafecie. Zajął także szóste miejsce w biegu na 15 km. Na kolejnych mistrzostwach już nie startował.

## Osiągnięcia

### Igrzyska olimpijskie
| Miejsce | Dzień     | Rok  | Miejscowość | Konkurencja             | Czas biegu | Strata   | Zwycięzca         |
| ------- | --------- | ---- | ----------- | ----------------------- | ---------- | -------- | ----------------- |
| 17.     | 2 lutego  | 1964 | Innsbruck   | 15 km stylem klasycznym | 50:54,1    | +2:04,1  | Eero Mäntyranta   |
| 17.     | 7 lutego  | 1968 | Grenoble    | 30 km stylem klasycznym | 1:35:39,2  | +3:45,8  | Franco Nones      |
| 9.      | 10 lutego | 1968 | Grenoble    | 15 km stylem klasycznym | 47:54,2    | +1:10,2  | Harald Grønningen |
| 4.      | 14 lutego | 1968 | Grenoble    | Sztafeta 4 × 10 km      | 2:08:33,5  | +2:23,7  | Norwegia          |
| 16.     | 7 lutego  | 1972 | Sapporo     | 15 km stylem klasycznym | 45:28,24   | +1:20,08 | Sven-Åke Lundbäck |

### Mistrzostwa świata
| Miejsce | Dzień     | Rok  | Miejscowość   | Konkurencja             | Czas biegu | Strata   | Zwycięzca         |
| ------- | --------- | ---- | ------------- | ----------------------- | ---------- | -------- | ----------------- |
| 6.      | 17 lutego | 1970 | Wysokie Tatry | 15 km stylem klasycznym | 47:04,71   | +1:07,04 | Lars-Göran Åslund |
| 1.      | 19 lutego | 1970 | Wysokie Tatry | Sztafeta 4 × 10 km      | 2:06:36,47 | -        | -                 |